# Heian-kyō
Pour les articles homonymes, voir Heian.
Heian-kyō (平安京, Heiankyō, lit. « capitale tranquille et paisible ») est, entre 794 et 1868, la capitale impériale du Japon qui abrite le Kyōto-gosho (palais impérial). Elle représente aujourd'hui le centre-ville de Kyoto.
L'empereur Kanmu, en 794, choisit ce lieu en tant que capitale, et y déplace la cour impériale de la ville voisine de Nagaoka-kyō, sur la recommandation de son conseiller Wake no Kiyomaro, ce qui marque le début de la période Heian de l'histoire japonaise. Selon des études modernes, la ville aurait été calquée sur la planification urbaine de la capitale de la dynastie Tang, Chang'an (l'actuelle Xi'an).
Heian-kyō est resté le principal centre politique jusqu'en 1185, lorsque le clan de samouraïs Minamoto vainc le clan Taira lors de la guerre de Genpei, déplaçant l'administration des affaires nationales à Kamakura et établissant le shogunat de Kamakura. Cependant, même si le pouvoir politique a été exercé par la classe des samouraïs et par trois shoguns différents, Heian-kyō est restée le site de la cour impériale et le siège du pouvoir impérial, et donc la capitale officielle.

## Description

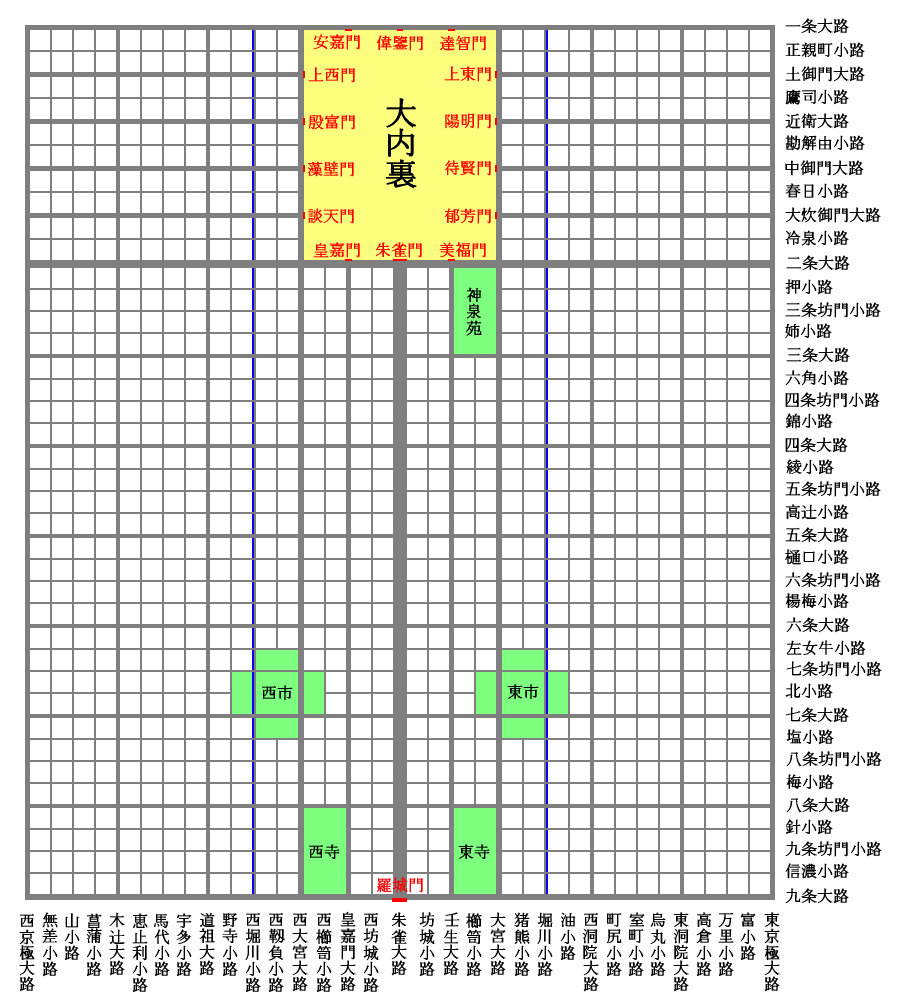
Diagramme de Heian-kyō. Les zones vertes représentent des marchés, des temples ou des jardins. La zone jaune représente le palais impérial.

Heian-kyō a été construite dans ce qui est aujourd'hui la partie centrale de la ville de Kyoto, couvrant une zone allant des districts de Kadono (葛野郡, Kadono-gun) et d'Otagi (愛宕郡, Otagi-gun), dans la province de Yamashiro. Les limites de la ville forment alors un rectangle mesurant 4,5 km d'est en ouest et 5,2 km du nord au sud. 

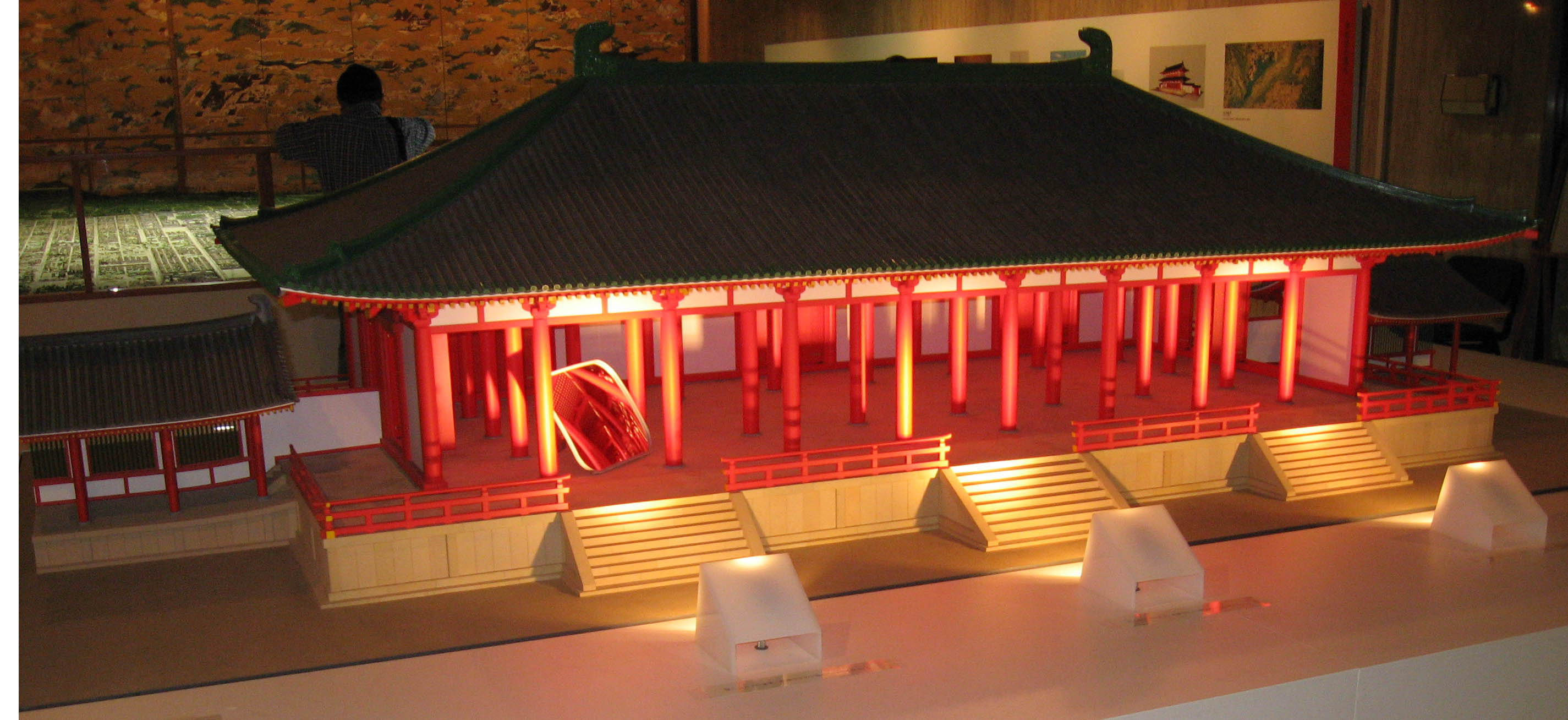
Modèle miniature du palais impérial Heian d'origine.

Le plan de la ville suit celui d'Heijō-kyō (capitale du Japon à l'époque de Nara) avec le palais impérial Heian (Daidairi), placé au centre des limites nord de la ville. L'avenue Suzaku (Suzaku-ōji), l'artère principale, s'étend du palais jusqu'au centre de la ville au sud, la divisant en deux parties (deux capitales) : celle de droite (Ukyō) et celle de gauche (Sakyō) (le côté ouest étant la droite et le côté est, la gauche, du point de vue de l'empereur). Deux grands marchés, le marché de l'Ouest (西市) et le marché de l'Est (東市), font face à la septième rue, Shichijō-ōji (七条大路). « Tō-ji » (東寺, « Temple de l'Est ») et « Sai-ji » (西寺, « Temple de l'Ouest ») sont des temples bouddhistes construits à la limite sud de la capitale. Un jardin impérial appelé « Shinsenen » (神泉苑) est adjacent au palais impérial.

Carte de Chang'an sous la dynastie Tang. Heian-kyō a été calquée sur ce modèle.

La ville aurait été calquée sur la planification urbaine de la capitale de la dynastie Tang, Chang'an (l'actuelle Xi'an), et le site sur lequel elle a été bâtie aurait été choisi selon les principes du Shijinsōō (四神相応, « Conformité aux quatre dieux ») basés sur le Feng shui chinois et liés aux quatre symboles de l'astrologie chinoise. L’usage de la cosmologie chinoise, très soucieuse du paysage mais aussi des énergies venues des montagnes et des cours d’eau, oriente généralement les choix d'implantation. La capitale respecte également une règle selon laquelle les pouvoirs impériaux doivent s’exercer depuis un point de convergence de ces énergies, ce qui justifie l’emplacement du palais impérial[réf. à confirmer]. Le tracé de Heian-kyō est conforme aux principes de géomancie d'une ville carrée. Néanmoins, le modèle de Chang'an comporte un mur d'enceinte (Rajo), alors qu'à Heian-kyo, le rajo n'a pas été construit, à l'exception de courtes sections à gauche et à droite de la grande porte d'entrée (Rajōmon) de la partie sud de la ville.
Le jō (丈, environ 3,03 m) est l'unité de mesure basique. 40 m² de jō font un chō (町, 121,2 m²). La ville est divisée en rues principales appelées « ōji » (大路) et en rues secondaires appelées « koji » (小路) . Quatre lignes de chō allant d'est en ouest (à l'exception des deux premières rangées au nord) forment ensemble un jō (条) et quatre lignes de chō allant du nord au sud forment un bō (坊). Les chō qui partagent le même jō et bō reçoivent chacun un numéro allant de 1 à 16. De cette manière, les adresses peuvent par exemple être identifiées ainsi : « Capitale de droite, Jō 5, Bō 2, Chō 14 » (右京五条二坊十四町).
La largeur des rues secondaires est de 4 jō (environ 12 m) et celle des rues principales, 8 jō (environ 24 m). L'avenue Suzaku, par exemple, mesurait 28 jō (environ 84 m) de large. Presque toutes les rues de l'actuelle Kyoto sont devenues considérablement plus étroites.

## Historique
Désireux de se soustraire à l'influence du bouddhisme et des moines de Heijō-kyō (Nara), l'empereur Kanmu établit sa capitale d'abord à Nagaoka-kyō en 784, puis la déplace dans la ville voisine de Heian-kyō dix ans plus tard, en 794,. Construite selon un plan hippodamien (en damier), Heian-kyō demeure le centre de décision politique pendant toute l'époque de Heian, jusqu'en 1185 et la montée du pouvoir du clan Minamoto, établissant ainsi le shogunat de Kamakura (1185-1333).

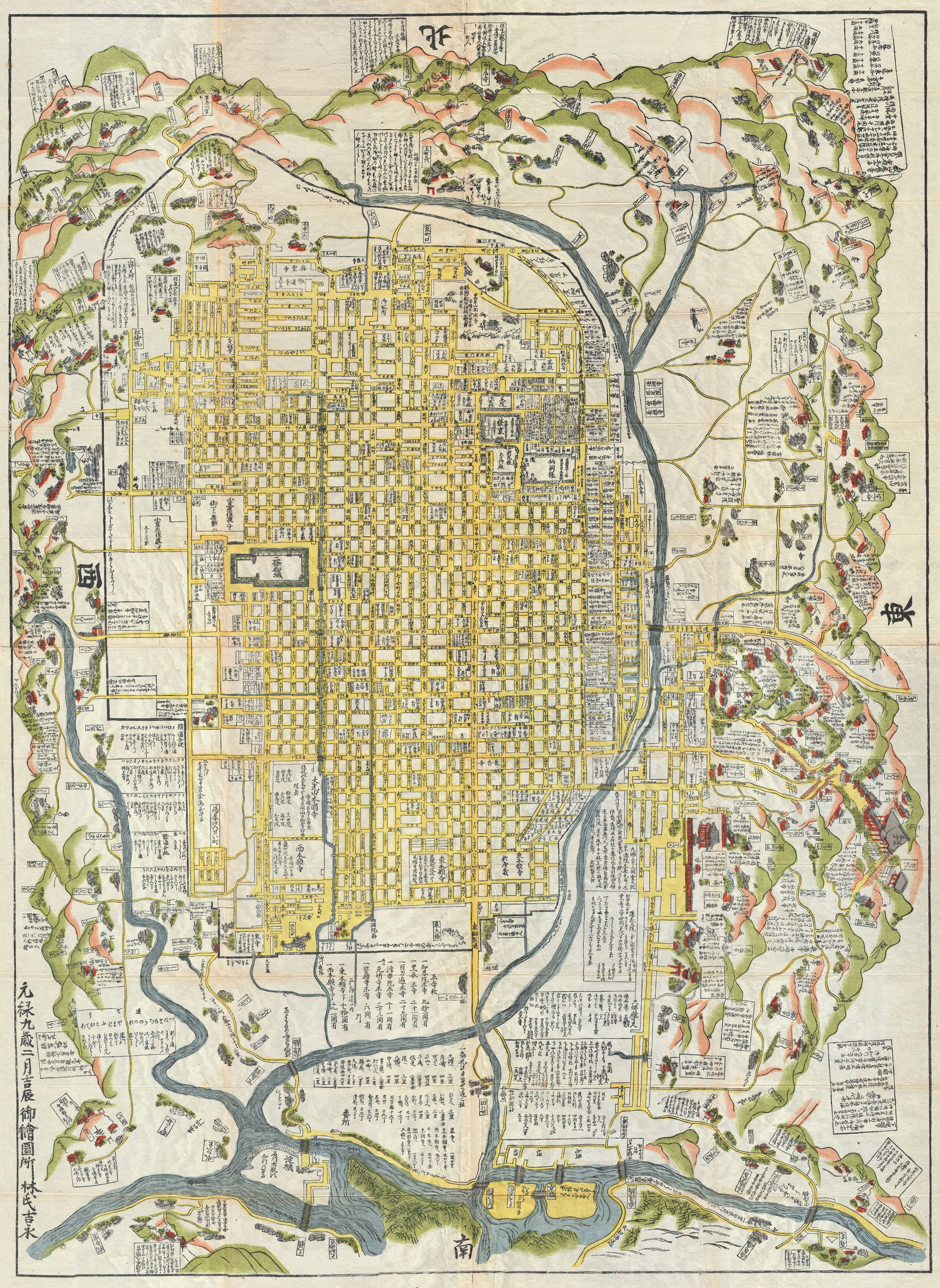
Carte de Heian-kyō en 1696.

Le plan de la capitale est conçu de façon trop ambitieuse par rapport à la population réelle et beaucoup de quartiers ne sont jamais construits. En outre, la capitale de droite (ouest) est implantée sur un sol marécageux dû à la proximité de la rivière Katsura, et, très tôt, les habitations qui s'y trouvent sont délaissées au profit des terres de la capitale de gauche (est). Au Xe siècle, alors que le système de lois Ritsuryō touche à sa fin, le quartier est devenu si délabré qu'il commence à être utilisé comme terre agricole, ce qui était auparavant interdit dans les limites de la ville. 

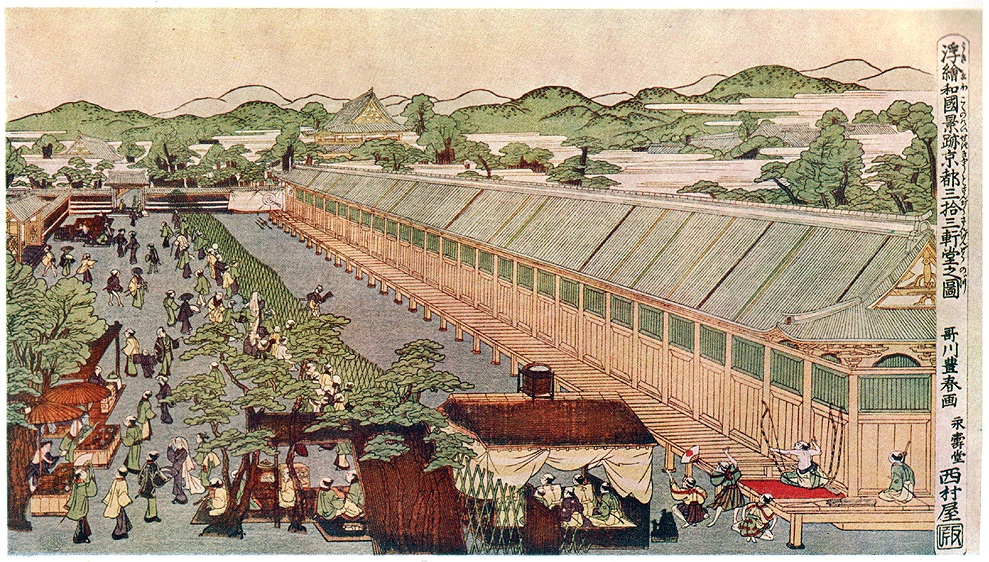
Sanjūsangen-dō à Kyoto, dans le quartier Higashiyama, vers 1772-1781.

Les pauvres de Heian-kyō s'installent progressivement au bord de la rivière Kamo, au-delà des limites orientales de la ville, et des temples et des maisons de campagne sont construites sur les rives orientales de la rivière, étendant la ville vers l'est. En 980, la Rajōmon, la plus grande des deux portes de la ville située à la pointe sud de l'avenue Suzaku, s'effondre et n'est pas reconstruite. Les frontières d'Heian-kyō s'étendent vers l'est, formant les rues du Kyoto médiéval, puis moderne. Au XIIe siècle, les empereurs retirés s'installent dans le quartier de Shirakawa, qui se développe alors à l'est de la rivière Kamo, et de vastes palais sont bâtis à Rokuhara, au sud de Shirakawa, durant l'époque des Taira.
Les bâtiments du palais impérial ont plus d’une fois souffert de destructions causées par des incendies ou des catastrophes naturelles, tremblements de terre et typhons. Entre 960 et 1227, seize incendies ont eu lieu et les bâtiments ont plusieurs fois été reconstruits. C'est à la suite du grand incendie de 1227 que les empereurs finissent par abandonner définitivement le site originel du palais impérial et habitent de manière permanente dans les demeures de leurs vassaux, qu'ils occupaient pendant les travaux. L'actuel palais impérial de Kyôto, le Kyōto-gosho, est l'un de ces sites « temporaires » devenu permanent.
Avec les Shogunats de Kamakura et d'Edo (1603 à 1868), centrés sur la région du Kantō, Heian-kyō commence à perdre son importance en tant que siège du pouvoir. Le plus grand déclin se produit pendant les périodes Muromachi et Sengoku, alors que près de la moitié de la ville est entièrement incendiée pendant la guerre d'Ōnin. Après cela, Heian-kyō se sépare en deux parties : la ville supérieure (Kamigyō) et la ville inférieure (Shimogyō), et la superficie de la ville est réduite. Les deux parties sont réunies en une seule pendant la période Azuchi Momoyama après l'ascension de l'unificateur Oda Nobunaga. Durant la révolution de Meiji, Edo est rebaptisée « Tokyo », et devient ainsi la nouvelle capitale du Japon. Heian conserve le siège du pouvoir impérial jusqu'à ce que ce dernier soit déplacé à Tokyo en 1868.
Bien que Heian-kyō ait perdu son statut de capitale, elle est devenue une capitale de secours pendant que l'empereur était absent à Tokyo. Sous la direction de l'empereur Meiji, les résidences impériales ont été préservées et le takamikura (高御座) — un trône spécial dont l'emplacement marque traditionnellement le siège de l'empereur — demeure au Kyōto-gosho.